# Carex wolteri
Carex wolteri är en halvgräsart som beskrevs av Gross. Carex wolteri ingår i släktet starrar, och familjen halvgräs. Inga underarter finns listade i Catalogue of Life.